# Андреевская (Чарозерское сельское поселение)
Андреевская — деревня в Кирилловском районе Вологодской области.
Входит в состав Чарозерского сельского поселения, с точки зрения административно-территориального деления — в Коротецкий сельсовет.
Расстояние до районного центра Кириллова по автодороге — 65,2 км.
По переписи 2002 года население — 10 человек.